# Петре Мавроґені
Петре Мавроґені (рум. Petre Mavrogheni; 1819, Ясси — 20 квітня 1887, Відень) — румунський політик, міністр закордонних справ (11 травня — 13 липня 1866), міністр фінансів.

## Життя і кар'єра
Мавроґені народився в Яссах в 1819. Він був консервативним політиком, який займав посаду міністра фінансів Молдовського князівства в 1861.
Потім перебував на посаді міністра фінансів Румунії протягом трьох термінів:
- 16 лютого 1866 — 10 травня 1866;
- 15 липня 1866 — 21 лютого 1867;
- 11 березня 1871 — 7 січня 1875.

З 11 травня по 13 липня 1866 — міністр закордонних справ.
Також Мавроґені був послом Румунського королівства в Королівстві Італія в 1881-1882, Османській імперія в 1882-1885 і Австро-Угорщині в 1885-1887.
У 1855 Мавроґені разом з Михаїлом Коґельничану розробили законопроєкт, який скасовував рабство циган в Румунії. 22 грудня 1855 Закон був прийнятий і рабство було скасовано.